# Landesregierung Niessl I
Die Landesregierung Niessl I unter Landeshauptmann Hans Niessl (SPÖ) bildet die Burgenländische Landesregierung von der Wahl durch den Burgenländischen Landtag in der XVIII. Gesetzgebungsperiode am 28. Dezember 2000 bis zur Angelobung der Landesregierung Niessl II am 25. Oktober 2005.
Nach den Verlusten der Freiheitlichen Partei Österreichs (FPÖ) bei der Landtagswahl 2000 büßte die FPÖ ihren Regierungssitz wieder ein und musste ihn an die Sozialdemokratische Partei Österreichs (SPÖ) abgeben, die mit vier von sieben Regierungsmitgliedern wieder die absolute Mehrheit in der Landesregierung übernahm. Die übrigen drei Mitglieder stellte die Österreichische Volkspartei (ÖVP). Nach dem Rückzug von Karl Stix (SPÖ) aus der Landesregierung übernahm Hans Niessl das Amt des Landeshauptmanns, Franz Steindl löste Gerhard Jellasitz als Landeshauptmann-Stellvertreter ab. Die Landesräte blieben gegenüber der Vorgängerregierung hingegen zunächst unverändert, lediglich Verena Dunst (SPÖ) kam für den ausgeschiedenen FPÖ-Landesrat Gabriel Wagner neu in die Regierung. Während der Amtsperiode schied am 19. Mai 2005 Paul Rittsteuer (ÖVP) aus der Regierung aus, für ihn rückte am selben Tag Nikolaus Berlakovich als Landesrat nach. 

## Regierungsmitglieder
| Amt                                                     | Name                 | Partei | Zuständigkeitsbereiche |
| ------------------------------------------------------- | -------------------- | ------ | ---------------------- |
| Landeshauptmann                                         | Hans Niessl          | SPÖ    |                        |
| Landeshauptmann-Stellvertreter                          | Franz Steindl        | ÖVP    |                        |
| Landesrat                                               | Helmut Bieler        | SPÖ    |                        |
| Landesrätin                                             | Verena Dunst         | SPÖ    |                        |
| Landesrat                                               | Peter Rezar          | SPÖ    |                        |
| Landesrat                                               | Nikolaus Berlakovich | ÖVP    |                        |
| Landesrat                                               | Karl Kaplan          | ÖVP    |                        |
| Vorzeitig ausgeschiedene Mitglieder der Landesregierung |                      |        |                        |
| Landesrat                                               | Paul Rittsteuer      | ÖVP    |                        |